# Singly na prvním místě v roce 1986 (USA)
Jedničky americké hitparády Hot 100 za rok 1986 podle časopisu Billboard.
| Datum vydání | Skladba                                 | Interpret                        |
| 4. leden     | Say You, Say Me                         | Lionel Richie                    |
| 11. leden    | Say You, Say Me                         | Lionel Richie                    |
| 18. leden    | That's What Friends Are For             | Dionne & Friends                 |
| 25. leden    | That's What Friends Are For             | Dionne & Friends                 |
| 1. únor      | That's What Friends Are For             | Dionne & Friends                 |
| 8. únor      | That's What Friends Are For             | Dionne & Friends                 |
| 15. únor     | How Will I Know                         | Whitney Houston                  |
| 22. únor     | How Will I Know                         | Whitney Houston                  |
| 1. březen    | Kyrie                                   | Mr. Mister                       |
| 8. březen    | Kyrie                                   | Mr. Mister                       |
| 15. březen   | Sara                                    | Starship                         |
| 22. březen   | These Dreams                            | Heart                            |
| 29. březen   | Rock Me Amadeus                         | Falco                            |
| 5. duben     | Rock Me Amadeus                         | Falco                            |
| 12. duben    | Rock Me Amadeus                         | Falco                            |
| 19. duben    | Kiss                                    | Prince & The Revolution          |
| 26. duben    | Kiss                                    | Prince & the Revolution          |
| 3. květen    | Addicted to Love                        | Robert Palmer                    |
| 10. květen   | West End Girls                          | Pet Shop Boys                    |
| 17. květen   | Greatest Love of All                    | Whitney Houston                  |
| 24. květen   | Greatest Love of All                    | Whitney Houston                  |
| 31. květen   | Greatest Love of All                    | Whitney Houston                  |
| 7. červen    | Live to Tell                            | Madonna                          |
| 14. červen   | On My Own                               | Patti LaBelle & Michael McDonald |
| 21. červen   | On My Own                               | Patti LaBelle & Michael McDonald |
| 28. červen   | On My Own                               | Patti LaBelle & Michael McDonald |
| 5. červenec  | There'll Be Sad Songs (To Make You Cry) | Billy Ocean                      |
| 12. červenec | Holding Back the Years                  | Simply Red                       |
| 19. červenec | Invisible Touch                         | Genesis                          |
| 26. červenec | Sledgehammer                            | Peter Gabriel                    |
| 2. srpen     | Glory of Love                           | Peter Cetera                     |
| 9. srpen     | Glory of Love                           | Peter Cetera                     |
| 16. srpen    | Papa Don't Preach                       | Madonna                          |
| 23. srpen    | Papa Don't Preach                       | Madonna                          |
| 30. srpen    | Higher Love                             | Steve Winwood                    |
| 6. září      | Venus                                   | Bananarama                       |
| 13. září     | Take My Breath Away                     | Berlin                           |
| 20. září     | Stuck with You                          | Huey Lewis & the News            |
| 27. září     | Stuck with You                          | Huey Lewis & the News            |
| 4. říjen     | Stuck with You                          | Huey Lewis & the News            |
| 11. říjen    | When I Think of You                     | Janet Jacksonová                 |
| 18. říjen    | When I Think of You                     | Janet Jacksonová                 |
| 25. říjen    | True Colors                             | Cyndi Lauper                     |
| 1. listopad  | True Colors                             | Cyndi Lauper                     |
| 8. listopad  | Amanda                                  | Boston                           |
| 15. listopad | Amanda                                  | Boston                           |
| 22. listopad | Human                                   | Human League                     |
| 29. listopad | You Give Love a Bad Name                | Bon Jovi                         |
| 6. prosinec  | The Next Time I Fall                    | Peter Cetera & Amy Grant         |
| 13. prosinec | The Way It Is                           | Bruce Hornsby & the Range        |
| 20. prosinec | Walk Like an Egyptian                   | The Bangles                      |
| 27. prosinec | Walk Like an Egyptian                   | The Bangles                      |